# 黄昏的圣乔治马焦雷
《黄昏的圣乔治马焦雷》（法语：Saint-Georges majeur au crépuscule；意大利语：San Giorgio Maggiore al crepuscolo；英语：San Giorgio Maggiore by Twilight）是法国印象主义画家克洛德·莫奈的一幅油画，是关于大聖喬治島的系列画作之一，绘于1908年，那是他唯一一次造访威尼斯。

## 版本
《黄昏的圣乔治马焦雷》的一个版本在巴黎由威尔士收藏家格温多林·戴维斯（Gwendoline Davies）收购。她将其捐赠给卡迪夫國家博物館。
另一个版本藏于东京的普利司通美术馆。

## 画作
《黄昏的圣乔治马焦雷》是一幅布面油画，尺寸大约为2乘3英尺。画中描绘了几乎漂浮在背景中的神秘建筑，似乎神奇地出现在周围的景观中。这幅画着重于表现圣乔治马焦雷圣殿，其钟楼达到画面的顶端。右边是隐约可见的安康圣母圣殿的穹顶，以及大运河的入口。 

## 背景
莫奈在六种光照条件下来描绘圣乔治马焦雷圣殿。通过多种途径，使画作聚焦于“体验的本质”。威尼斯的日落给他留下了特别深刻的印象，“这美丽的日落是世界上独一无二的。”此前他也创作过一些关于日落的作品，例如1890年代在诺曼底的《鲁昂主教座堂》和《干草堆》系列作品，和伦敦的《国会大厦》系列。

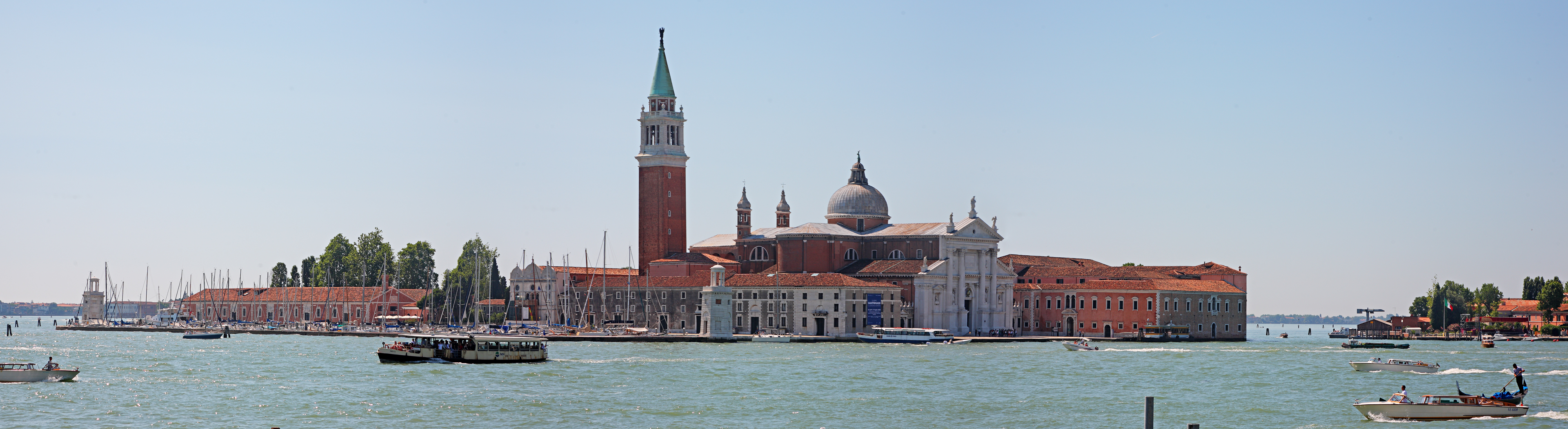
照片

莫奈和妻子爱丽丝在巴巴罗宫住了几个星期，然后搬到了不列颠尼亚酒店，在那里他们一直住到12月。根据莫奈夫人的说法，不列颠尼亚有一个观景点，“如果可能，甚至比巴巴罗宫还要美丽……”莫奈从这家酒店向外观看，可以看到圣乔治马焦雷圣殿，但是黄昏的景色是在斯拉夫人堤岸绘制，在那里，大圣乔治岛构成景色的焦点。据说，莫奈不愿在海滨作画。他不喜欢成群结队的游客，他也担心其他被威尼斯吸引的艺术家，如雷诺阿或马奈。  圣乔治马焦雷是画家们喜欢的主题，包括特纳。
莫奈觉得威尼斯这城市“太美了，无法描绘”， 所以他带着许多未完成的画作返回法国吉维尼的家中。 在这个主题面前，他一度退缩。然而在1911年妻子爱丽丝去世后，他继续在家中完成了威尼斯系列画作。

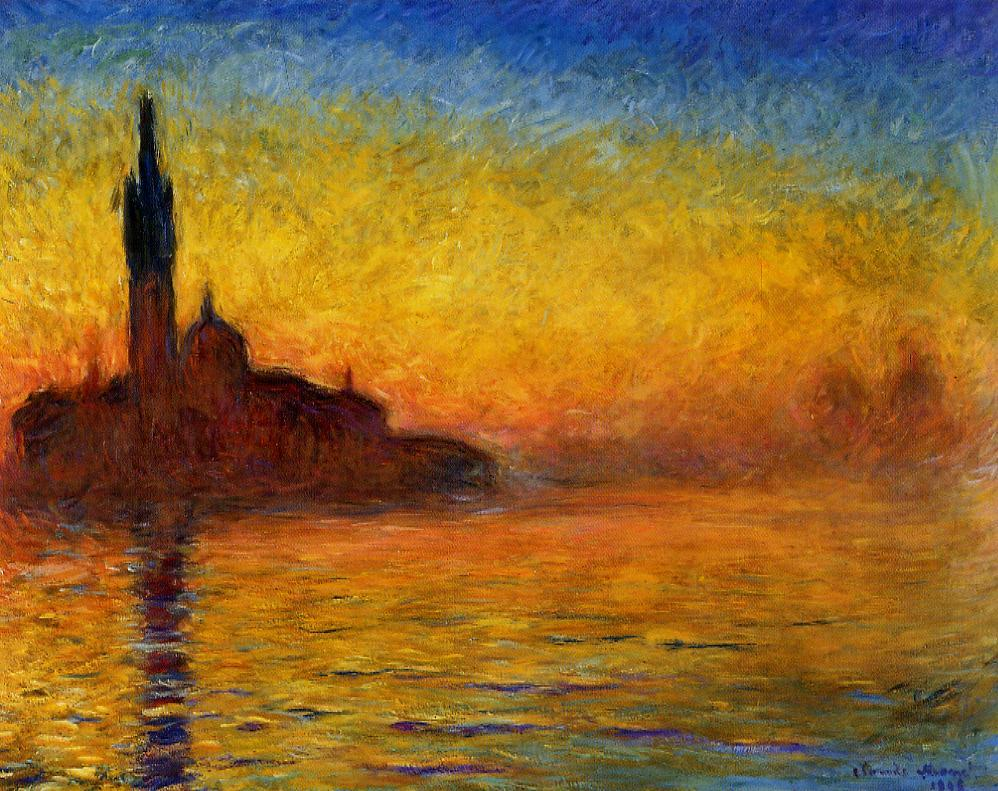
东京版本